# ستيف رولاند (ملحن)
ستيف رولاند (بالإنجليزية: Steve Rowland)‏ هو مغني ومنتج أسطوانات وممثل وصحفي وملحن أمريكي، ولد في 3 سبتمبر 1932 في لوس أنجلوس في الولايات المتحدة.
نشا وترعرع في بيفرلي هيلز ويعيش الآن في بالم سبرينغز، كاليفورنيا. [2] والده هو المخرج السينمائي روي رولاند، وكانت والدته روث كاتبة، بينما كان لويس ب. ماير عمها.

## عمله
في 1950s ، هوليوود، عمل في خمسة وثلاثين برنامجًا تلفزيونيًا مثل The Rifleman ، Bonanza ، Wanted: Dead or Alive ودور لمدة عامين في The Life and Legend of Wyatt Earp. تضمنت مظاهر الفيلم أدوارًا شاركت في بطولة معركة الانتفاخ مع هنري فوندا. بندقية المجد مع ستيوارت جرانجر. الجريمة في الشوارع مع John Cassavetes و Sal Mineo ، والأصل الخط الأحمر الرقيق مع Keir Dullea و Jack Warden.
خلال صنع خمسة أفلام في إسبانيا، تمتعت رولاند بنجاح المخطط الإسباني مع المجموعة، لوس فلاتس. جلبه إغراء المشهد الموسيقي البريطاني المثير في Swinging Sixties إلى لندن، حيث أنتج ثلاثة عشر أفضل عشر أغاني لـ Dave Dee و Dozy و Beaky و Mick & Tich. ومن بين تلك الزيارات العالمية "Hold Tight" و "Zabadak" و "Bend It" و "The Legend of Xanadu" (مليون بيع للمملكة المتحدة رقم واحد).
كما اكتشف أيضًا بيتر فرامبتون و The Herd ، ومع «طريقة للحياة» حصل على مخطط فردي في المملكة المتحدة رقم 6 ضرب مع مجموعته الخاصة، Family Dogg. أنتج ضربات لـ PJ Proby و The Pretty Things ، حيث كان مسؤولاً عن أغنيتين فرديتين وألبوم Emotions .. في عام 1970، أنتج الألبوم Coming From Reality for Rodriguez. في 1970s ، حصل على ألبوم ذهبي وجائزة ASCAP لإنتاج جيري لي لويس (جلسات لندن). في أواخر السبعينيات، كان المدير الإبداعي / A & R لـ Hansa / Ariola ، حيث اكتشف ووقع The Cure و The Thompson Twins ، وعالج Boney M واليابان.
في عام 1988، كان يدير علامة الرقص الخاصة به د. بيت، وأصبح لاحقًا المدير الإبداعي لـ Wham Records. كما قامت رولاند بكتابة وإنتاج وتجميع الموسيقى لمسلسل TWI TV Hi Five الذي تم بثه في ثمانية وثلاثين دولة. في نهاية عام 1993، أصبحت رولاند مديرة لشركة Pavilion Studios التي شكلت شركة إنتاج تعمل مع عدد من منسقي الأغاني والمنتجين والفنانين والمبرمجين الشباب. خلال هذا الوقت، قام باختبار وحاول التوقيع على فتاة سبايس غير المعروفة آنذاك، جيري هاليويل. في عام 1995، أصبح المدير الإداري لـ Media Bank UK ، وهي شركة إنتاج دولية مقرها هونغ كونغ.

مراجع
1. ↑  Česko-Slovenská filmová databáze | Steve Rowland (بالتشيكية), 2001, QID:Q3561957
2. ↑  MusicBrainz (بالإنجليزية), MetaBrainz Foundation, QID:Q14005
3. ↑  Richter، Larry (20 يوليو 2012). "A Real-Life Fairy Tale, Long in the Making and Set to Old Tunes 'Searching for Sugar Man' Spotlights the Musician Rodriguez". نيويورك تايمز. مؤرشف من الأصل في 2012-08-07. اطلع عليه بتاريخ 2012-08-30.
4. ↑  "Steve Rowland". IMDb.com. مؤرشف من الأصل في 2017-03-31. اطلع عليه بتاريخ 2014-07-24.

## وصلات خارجية
- ستيف رولاند على موقع IMDb (الإنجليزية)
- ستيف رولاند على موقع ميوزك برينز (الإنجليزية)
- ستيف رولاند على موقع ديسكوغز (الإنجليزية)
- ستيف رولاند على موقع قاعدة بيانات الفيلم (الإنجليزية)